# Надлак
Надла́к (укр. Надлак) — село, центр Надлакской сельской общины Голованевского района Кировоградской области Украины.
До 2020 года входило в Новоархангельский район
Население по переписи 2001 года составляло 1812 человек. Почтовый индекс — 26150. Телефонный код — 5255. Код КОАТУУ — 3523682901.